# Список астероїдів (15101—15200)
| Назва                                     | Тимчасове позначення | Дата відкриття  | Місце відкриття             | Відкривач                                              |
| ----------------------------------------- | -------------------- | --------------- | --------------------------- | ------------------------------------------------------ |
| (15101) 2000 AY150                        | 2000 AY150           | 8 січня 2000    | Сокорро (Нью-Мексико)       | LINEAR                                                 |
| (15102) 2000 AA202                        | 2000 AA202           | 9 січня 2000    | Сокорро (Нью-Мексико)       | LINEAR                                                 |
| (15103) 2000 AN204                        | 2000 AN204           | 8 січня 2000    | Сокорро (Нью-Мексико)       | LINEAR                                                 |
| (15104) 2000 BV3                          | 2000 BV3             | 27 січня 2000   | Обсерваторія Оїдзумі        | Такао Кобаяші                                          |
| (15105) 2000 BJ4                          | 2000 BJ4             | 21 січня 2000   | Сокорро (Нью-Мексико)       | LINEAR                                                 |
| 15106 Свонсон (Swanson)                   | 2000 CA45            | 2 лютого 2000   | Сокорро (Нью-Мексико)       | LINEAR                                                 |
| 15107 Топпервейн (Toepperwein)            | 2000 CR49            | 2 лютого 2000   | Сокорро (Нью-Мексико)       | LINEAR                                                 |
| (15108) 2000 CT61                         | 2000 CT61            | 2 лютого 2000   | Сокорро (Нью-Мексико)       | LINEAR                                                 |
| 15109 Вілбер (Wilber)                     | 2000 CW61            | 2 лютого 2000   | Сокорро (Нью-Мексико)       | LINEAR                                                 |
| (15110) 2000 CE62                         | 2000 CE62            | 2 лютого 2000   | Сокорро (Нью-Мексико)       | LINEAR                                                 |
| 15111 Вінтерс (Winters)                   | 2000 CY92            | 6 лютого 2000   | Сокорро (Нью-Мексико)       | LINEAR                                                 |
| 15112 Арленвольф (Arlenewolfe)            | 2000 CY94            | 8 лютого 2000   | Сокорро (Нью-Мексико)       | LINEAR                                                 |
| (15113) 2000 CO96                         | 2000 CO96            | 5 лютого 2000   | Сокорро (Нью-Мексико)       | LINEAR                                                 |
| (15114) 2000 CY101                        | 2000 CY101           | 12 лютого 2000  | Обсерваторія Берґіш-Ґладбах | Вольф Бікель                                           |
| 15115 Івоннро (Yvonneroe)                 | 2000 DA7             | 29 лютого 2000  | Обсерваторія Оахака         | Джеймс Рой                                             |
| 15116 Jaytate                             | 2000 DZ12            | 27 лютого 2000  | Обсерваторія Кітт-Пік       | Spacewatch                                             |
| (15117) 2000 DA79                         | 2000 DA79            | 29 лютого 2000  | Сокорро (Нью-Мексико)       | LINEAR                                                 |
| 15118 Елізабетсірс (Elizabethsears)       | 2000 DP82            | 28 лютого 2000  | Сокорро (Нью-Мексико)       | LINEAR                                                 |
| (15119) 2000 DU97                         | 2000 DU97            | 29 лютого 2000  | Сокорро (Нью-Мексико)       | LINEAR                                                 |
| 15120 Маріяфелікс (Mariafelix)            | 2000 ES              | 4 березня 2000  | Марксукера                  | Хосеп Ґомес                                            |
| (15121) 2000 EN14                         | 2000 EN14            | 5 березня 2000  | Вішнянська обсерваторія     | Корадо Корлевіч                                        |
| (15122) 2000 EE17                         | 2000 EE17            | 3 березня 2000  | Сокорро (Нью-Мексико)       | LINEAR                                                 |
| (15123) 2000 EP36                         | 2000 EP36            | 8 березня 2000  | Сокорро (Нью-Мексико)       | LINEAR                                                 |
| (15124) 2000 EZ39                         | 2000 EZ39            | 8 березня 2000  | Сокорро (Нью-Мексико)       | LINEAR                                                 |
| (15125) 2000 EZ41                         | 2000 EZ41            | 8 березня 2000  | Сокорро (Нью-Мексико)       | LINEAR                                                 |
| 15126 Бріттаніандерсон (Brittanyanderson) | 2000 EA44            | 8 березня 2000  | Сокорро (Нью-Мексико)       | LINEAR                                                 |
| (15127) 2000 EN45                         | 2000 EN45            | 9 березня 2000  | Сокорро (Нью-Мексико)       | LINEAR                                                 |
| 15128 Патрікджонс (Patrickjones)          | 2000 EG46            | 9 березня 2000  | Сокорро (Нью-Мексико)       | LINEAR                                                 |
| 15129 Спаркс (Sparks)                     | 2000 ET47            | 9 березня 2000  | Сокорро (Нью-Мексико)       | LINEAR                                                 |
| (15130) 2000 EU49                         | 2000 EU49            | 9 березня 2000  | Сокорро (Нью-Мексико)       | LINEAR                                                 |
| 15131 Alanalda                            | 2000 ET54            | 10 березня 2000 | Обсерваторія Кітт-Пік       | Spacewatch                                             |
| 15132 Стейґмейер (Steigmeyer)             | 2000 EZ69            | 10 березня 2000 | Сокорро (Нью-Мексико)       | LINEAR                                                 |
| 15133 Салліван (Sullivan)                 | 2000 EB91            | 9 березня 2000  | Сокорро (Нью-Мексико)       | LINEAR                                                 |
| (15134) 2000 ED92                         | 2000 ED92            | 9 березня 2000  | Сокорро (Нью-Мексико)       | LINEAR                                                 |
| (15135) 2000 EG92                         | 2000 EG92            | 9 березня 2000  | Сокорро (Нью-Мексико)       | LINEAR                                                 |
| (15136) 2000 EE93                         | 2000 EE93            | 9 березня 2000  | Сокорро (Нью-Мексико)       | LINEAR                                                 |
| (15137) 2000 EL93                         | 2000 EL93            | 9 березня 2000  | Сокорро (Нью-Мексико)       | LINEAR                                                 |
| (15138) 2000 EQ93                         | 2000 EQ93            | 9 березня 2000  | Сокорро (Нью-Мексико)       | LINEAR                                                 |
| 15139 Коннормкарті (Connormcarty)         | 2000 EY93            | 9 березня 2000  | Сокорро (Нью-Мексико)       | LINEAR                                                 |
| (15140) 2000 EB97                         | 2000 EB97            | 10 березня 2000 | Сокорро (Нью-Мексико)       | LINEAR                                                 |
| (15141) 2000 EP106                        | 2000 EP106           | 11 березня 2000 | Обсерваторія Квістаберг     | Астероїдний огляд Уппсала-DLR                          |
| (15142) 2000 EF108                        | 2000 EF108           | 8 березня 2000  | Сокорро (Нью-Мексико)       | LINEAR                                                 |
| (15143) 2000 EX108                        | 2000 EX108           | 8 березня 2000  | Сокорро (Нью-Мексико)       | LINEAR                                                 |
| 15144 Араас (Araas)                       | 2000 EK114           | 9 березня 2000  | Сокорро (Нью-Мексико)       | LINEAR                                                 |
| 15145 Ритагеорг (Ritageorge)              | 2000 EF117           | 10 березня 2000 | Сокорро (Нью-Мексико)       | LINEAR                                                 |
| 15146 Галпов (Halpov)                     | 2000 EQ130           | 11 березня 2000 | Станція Андерсон-Меса       | LONEOS                                                 |
| 15147 Зіґфрід (Siegfried)                 | 2000 EJ134           | 11 березня 2000 | Станція Андерсон-Меса       | LONEOS                                                 |
| 15148 Michaelmaryott                      | 2000 EM141           | 2 березня 2000  | Каталінський огляд          | Каталінський огляд                                     |
| 15149 Loufaix                             | 2000 EZ141           | 2 березня 2000  | Каталінський огляд          | Каталінський огляд                                     |
| 15150 Salsa                               | 2000 EO148           | 4 березня 2000  | Каталінський огляд          | Каталінський огляд                                     |
| 15151 Wilmacherup                         | 2000 EU148           | 4 березня 2000  | Каталінський огляд          | Каталінський огляд                                     |
| (15152) 2000 FJ5                          | 2000 FJ5             | 29 березня 2000 | Обсерваторія Оїдзумі        | Такао Кобаяші                                          |
| (15153) 2000 FD17                         | 2000 FD17            | 28 березня 2000 | Сокорро (Нью-Мексико)       | LINEAR                                                 |
| (15154) 2000 FW30                         | 2000 FW30            | 27 березня 2000 | Обсерваторія Кушіро         | Сейджі Уеда, Хіроші Канеда                             |
| 15155 Ан (Ahn)                            | 2000 FB37            | 29 березня 2000 | Сокорро (Нью-Мексико)       | LINEAR                                                 |
| (15156) 2000 FK38                         | 2000 FK38            | 29 березня 2000 | Сокорро (Нью-Мексико)       | LINEAR                                                 |
| (15157) 2000 FV39                         | 2000 FV39            | 29 березня 2000 | Сокорро (Нью-Мексико)       | LINEAR                                                 |
| (15158) 2000 FH40                         | 2000 FH40            | 29 березня 2000 | Сокорро (Нью-Мексико)       | LINEAR                                                 |
| (15159) 2000 FN41                         | 2000 FN41            | 29 березня 2000 | Сокорро (Нью-Мексико)       | LINEAR                                                 |
| 15160 Вигода (Wygoda)                     | 2000 FK44            | 29 березня 2000 | Сокорро (Нью-Мексико)       | LINEAR                                                 |
| (15161) 2000 FQ48                         | 2000 FQ48            | 30 березня 2000 | Сокорро (Нью-Мексико)       | LINEAR                                                 |
| (15162) 2000 GN2                          | 2000 GN2             | 5 квітня 2000   | Обсерваторія Зено           | Том Стаффорд                                           |
| (15163) 2000 GB4                          | 2000 GB4             | 2 квітня 2000   | Обсерваторія Кушіро         | Сейджі Уеда, Хіроші Канеда                             |
| (15164) 2000 GA89                         | 2000 GA89            | 4 квітня 2000   | Сокорро (Нью-Мексико)       | LINEAR                                                 |
| (15165) 2000 GR89                         | 2000 GR89            | 4 квітня 2000   | Сокорро (Нью-Мексико)       | LINEAR                                                 |
| (15166) 2000 GX90                         | 2000 GX90            | 4 квітня 2000   | Сокорро (Нью-Мексико)       | LINEAR                                                 |
| (15167) 2000 GS135                        | 2000 GS135           | 8 квітня 2000   | Сокорро (Нью-Мексико)       | LINEAR                                                 |
| 15168 Marijnfranx                         | 2022 P-L             | 24 вересня 1960 | Паломарська обсерваторія    | К. Й. ван Гаутен, І. ван Гаутен-Ґроневельд, Т. Герельс |
| 15169 Wilfriedboland                      | 2629 P-L             | 24 вересня 1960 | Паломарська обсерваторія    | К. Й. ван Гаутен, І. ван Гаутен-Ґроневельд, Т. Герельс |
| 15170 Erikdeul                            | 2648 P-L             | 24 вересня 1960 | Паломарська обсерваторія    | К. Й. ван Гаутен, І. ван Гаутен-Ґроневельд, Т. Герельс |
| 15171 Xandertielens                       | 2772 P-L             | 24 вересня 1960 | Паломарська обсерваторія    | К. Й. ван Гаутен, І. ван Гаутен-Ґроневельд, Т. Герельс |
| (15172) 3086 P-L                          | 3086 P-L             | 24 вересня 1960 | Паломарська обсерваторія    | К. Й. ван Гаутен, І. ван Гаутен-Ґроневельд, Т. Герельс |
| (15173) 3520 P-L                          | 3520 P-L             | 17 жовтня 1960  | Паломарська обсерваторія    | К. Й. ван Гаутен, І. ван Гаутен-Ґроневельд, Т. Герельс |
| (15174) 4649 P-L                          | 4649 P-L             | 24 вересня 1960 | Паломарська обсерваторія    | К. Й. ван Гаутен, І. ван Гаутен-Ґроневельд, Т. Герельс |
| (15175) 6113 P-L                          | 6113 P-L             | 24 вересня 1960 | Паломарська обсерваторія    | К. Й. ван Гаутен, І. ван Гаутен-Ґроневельд, Т. Герельс |
| (15176) 6299 P-L                          | 6299 P-L             | 24 вересня 1960 | Паломарська обсерваторія    | К. Й. ван Гаутен, І. ван Гаутен-Ґроневельд, Т. Герельс |
| (15177) 6599 P-L                          | 6599 P-L             | 24 вересня 1960 | Паломарська обсерваторія    | К. Й. ван Гаутен, І. ван Гаутен-Ґроневельд, Т. Герельс |
| (15178) 7075 P-L                          | 7075 P-L             | 17 жовтня 1960  | Паломарська обсерваторія    | К. Й. ван Гаутен, І. ван Гаутен-Ґроневельд, Т. Герельс |
| (15179) 9062 P-L                          | 9062 P-L             | 17 жовтня 1960  | Паломарська обсерваторія    | К. Й. ван Гаутен, І. ван Гаутен-Ґроневельд, Т. Герельс |
| (15180) 9094 P-L                          | 9094 P-L             | 17 жовтня 1960  | Паломарська обсерваторія    | К. Й. ван Гаутен, І. ван Гаутен-Ґроневельд, Т. Герельс |
| (15181) 9525 P-L                          | 9525 P-L             | 17 жовтня 1960  | Паломарська обсерваторія    | К. Й. ван Гаутен, І. ван Гаутен-Ґроневельд, Т. Герельс |
| (15182) 9538 P-L                          | 9538 P-L             | 17 жовтня 1960  | Паломарська обсерваторія    | К. Й. ван Гаутен, І. ван Гаутен-Ґроневельд, Т. Герельс |
| (15183) 3074 T-1                          | 3074 T-1             | 26 березня 1971 | Паломарська обсерваторія    | К. Й. ван Гаутен, І. ван Гаутен-Ґроневельд, Т. Герельс |
| (15184) 3232 T-1                          | 3232 T-1             | 26 березня 1971 | Паломарська обсерваторія    | К. Й. ван Гаутен, І. ван Гаутен-Ґроневельд, Т. Герельс |
| (15185) 4104 T-1                          | 4104 T-1             | 26 березня 1971 | Паломарська обсерваторія    | К. Й. ван Гаутен, І. ван Гаутен-Ґроневельд, Т. Герельс |
| (15186) 2058 T-2                          | 2058 T-2             | 29 вересня 1973 | Паломарська обсерваторія    | К. Й. ван Гаутен, І. ван Гаутен-Ґроневельд, Т. Герельс |
| (15187) 2112 T-2                          | 2112 T-2             | 29 вересня 1973 | Паломарська обсерваторія    | К. Й. ван Гаутен, І. ван Гаутен-Ґроневельд, Т. Герельс |
| (15188) 3044 T-2                          | 3044 T-2             | 30 вересня 1973 | Паломарська обсерваторія    | К. Й. ван Гаутен, І. ван Гаутен-Ґроневельд, Т. Герельс |
| (15189) 3071 T-2                          | 3071 T-2             | 30 вересня 1973 | Паломарська обсерваторія    | К. Й. ван Гаутен, І. ван Гаутен-Ґроневельд, Т. Герельс |
| (15190) 3353 T-2                          | 3353 T-2             | 25 вересня 1973 | Паломарська обсерваторія    | К. Й. ван Гаутен, І. ван Гаутен-Ґроневельд, Т. Герельс |
| (15191) 4234 T-2                          | 4234 T-2             | 29 вересня 1973 | Паломарська обсерваторія    | К. Й. ван Гаутен, І. ван Гаутен-Ґроневельд, Т. Герельс |
| (15192) 5049 T-2                          | 5049 T-2             | 25 вересня 1973 | Паломарська обсерваторія    | К. Й. ван Гаутен, І. ван Гаутен-Ґроневельд, Т. Герельс |
| (15193) 5148 T-2                          | 5148 T-2             | 25 вересня 1973 | Паломарська обсерваторія    | К. Й. ван Гаутен, І. ван Гаутен-Ґроневельд, Т. Герельс |
| (15194) 2272 T-3                          | 2272 T-3             | 16 жовтня 1977  | Паломарська обсерваторія    | К. Й. ван Гаутен, І. ван Гаутен-Ґроневельд, Т. Герельс |
| (15195) 2407 T-3                          | 2407 T-3             | 16 жовтня 1977  | Паломарська обсерваторія    | К. Й. ван Гаутен, І. ван Гаутен-Ґроневельд, Т. Герельс |
| (15196) 3178 T-3                          | 3178 T-3             | 16 жовтня 1977  | Паломарська обсерваторія    | К. Й. ван Гаутен, І. ван Гаутен-Ґроневельд, Т. Герельс |
| (15197) 4203 T-3                          | 4203 T-3             | 16 жовтня 1977  | Паломарська обсерваторія    | К. Й. ван Гаутен, І. ван Гаутен-Ґроневельд, Т. Герельс |
| (15198) 1940 GJ                           | 1940 GJ              | 5 квітня 1940   | Турку                       | Люсі Отерма                                            |
| 15199 Rodnyanskaya                        | 1974 SE              | 19 вересня 1974 | КрАО                        | Людмила Черних                                         |
| (15200) 1975 SU                           | 1975 SU              | 30 вересня 1975 | Паломарська обсерваторія    | Ш. Дж. Бас                                             |

| ← Астероїди 10001—20000 → |             |             |             |             |             |             |             |             |             |
| 10001—10100               | 11001—11100 | 12001—12100 | 13001—13100 | 14001—14100 | 15001—15100 | 16001—16100 | 17001—17100 | 18001—18100 | 19001—19100 |
| 10101—10200               | 11101—11200 | 12101—12200 | 13101—13200 | 14101—14200 | 15101—15200 | 16101—16200 | 17101—17200 | 18101—18200 | 19101—19200 |
| 10201—10300               | 11201—11300 | 12201—12300 | 13201—13300 | 14201—14300 | 15201—15300 | 16201—16300 | 17201—17300 | 18201—18300 | 19201—19300 |
| 10301—10400               | 11301—11400 | 12301—12400 | 13301—13400 | 14301—14400 | 15301—15400 | 16301—16400 | 17301—17400 | 18301—18400 | 19301—19400 |
| 10401—10500               | 11401—11500 | 12401—12500 | 13401—13500 | 14401—14500 | 15401—15500 | 16401—16500 | 17401—17500 | 18401—18500 | 19401—19500 |
| 10501—10600               | 11501—11600 | 12501—12600 | 13501—13600 | 14501—14600 | 15501—15600 | 16501—16600 | 17501—17600 | 18501—18600 | 19501—19600 |
| 10601—10700               | 11601—11700 | 12601—12700 | 13601—13700 | 14601—14700 | 15601—15700 | 16601—16700 | 17601—17700 | 18601—18700 | 19601—19700 |
| 10701—10800               | 11701—11800 | 12701—12800 | 13701—13800 | 14701—14800 | 15701—15800 | 16701—16800 | 17701—17800 | 18701—18800 | 19701—19800 |
| 10801—10900               | 11801—11900 | 12801—12900 | 13801—13900 | 14801—14900 | 15801—15900 | 16801—16900 | 17801—17900 | 18801—18900 | 19801—19900 |
| 10901—11000               | 11901—12000 | 12901—13000 | 13901—14000 | 14901—15000 | 15901—16000 | 16901—17000 | 17901—18000 | 18901—19000 | 19901—20000 |